# 约翰·赫德
约翰·赫德（英語：John Heard，1939年2月11日—），澳大利亚男子篮球运动员。他随国家队参加了1964年夏季奥林匹克运动会男子篮球比赛，最终队伍获得第九名。